# Parafia św. Mikołaja w Szynychu
Parafia Świętego Mikołaja w Szynychu – parafia rzymskokatolicka, znajdująca się w diecezji toruńskiej, w dekanacie Grudziądz II.
Na obszarze parafii leżą miejscowości: Szynych, Brankówka, Gogolin, Rozgarty, Sosnówka. 